# Ricci Martin
Ricci Martin (septiembre 20, 1953-agosto 3, 2016) era un músico y cantante estadounidense. Fundó la banda The Pack. En 1977 lanzó el álbum Beached, en colaboración con el miembro de los Beach Boys Carl Wilson y realizó una gira en los Estados Unidos y Canadá como el acto de apertura de la banda. Más tarde Wilson se convirtió en su cuñado cuando desposó a Gina Martin.
Se mudó a Utah en 1990 y más tarde se unió al trío Ricci, Desi & Billy; una versión tardía de Dino, Desi & Billy. El acto había incluido a su hermano Dean Paul Martin, quien murió en un accidente de avión en 1987.
En 2002, Martin publicó That's Amore: A Son Remembers, reflexionando acerca de la relación con su padre, Dean Martin.
Durante casi diez años de su carrera musical, fue intérprete en el espectáculo His Son Remembers: Dean Martin's Music and More, un espectáculo de tributo a su padre.

## Vida personal
Ricci Martin era hijo de cantante Dean Martin y su segunda esposa Jeanne Biegger, y el sexto de los ocho hijos de su padre. Ricci Martin era casado y tuvo tres hijas: Pepper, Montana y Rio. Murió el 3 de agosto de 2016, a los 62 años, de una causa no confirmada. Su madre murió tres semanas más tarde, el 24 de agosto de 2016, en Beverly Hills, California.